# Gagarinové
Gagarinové (rusky: Гага́рин) byli ruský knížecí rod. Jednalo se o vládce ruské oblasti Starodub na Klyazmě.

## Původ
Potomek kyjevského velkoknížete Vladimíra I., kníže Ivan Vsevolodovič, získal od svého bratra, vladimirského velkoknížete Jaroslava Vsevolodoviče, oblast Starodubu, čímž vznikla knížecí rodina Starodobů. Jeho prapravnuk, kníže Ivan, měl syna Michaila, který měl tři syny - knížete Vasilije, knížete Jurije a knížete Ivana Gagara. Potomci nejmladšího Ivana vstoupili do služeb cara jako bojarové a získávali i další důležité posty.
Historie Ruského impéria ukazuje, že mnoho knížat z rodu Gagarinů, jak ve středověku, tak i v pozdějších dějinách, získávala léna za služby vlasti a byla odměněna několika řády. Užívali si také obliby jednotlivých panovníků.

## Významné osobnosti

### Kníže Nikolaj Sergejevič Gagarin
Kníže Nikolaj Gagarin se narodil v Londýně 12. července 1784. V červenci roku 1812 byl jmenován 1. velitelem pěchoty moskevských vojenských sil. Účastnil se bitvy u Borodina, největší a nejkrvavější bitvy během jednoho dne Napoleonských válek, při které zemřelo čtvrt milionu vojáků. Kníže Gagarin také řídil velký byznys mezi Ruskem a Evropou. V roce 1819 se oženil s Marií Alexejevnou Bobrinskou, dcerou hraběte Bobrinského a vnučkou carevny Kateřiny II. Veliké a knížete Grigorije Orlova.
Dne 16. října 1833 byl Nikolaj jmenován viceprezidentem vlády pod carem Mikulášem I. V prosinci roku 1837 byl jmenován členem komise, která restaurovala Zimní palác po požáru. Během své viceprezidentské služby obdržel několik vyznamenání; Řád sv. Stanislava 1. třídy (1834), Řád sv. Anny 1. třídy (1835), Řád sv. Vladimíra 2. třídy (1839) a Řád Bílého orla (1841).
Kníže Nikolaj Gagarin zemřel násilnou smrtí, když jej lesní správce smrtelně postřelil do krku. Nikdy nebylo vysvětleno, proč jej lesní správce zabil, nebyl ani zaměstnancem knížete. Pravděpodobně si jen chudý muž vybral knížete náhodně jako svůj terč. Zabit byl v Petrohradě. I přes rychlou zdravotnickou pomoc zemřel během několika minut po střele. Lesní správce Rejnman vysvětlil, že zabil Gagarina, protože byl vystaven útlaku a ztratil svou hodnost. Nicméně, podle svědectví jeho současníků, kníže Gagarin byl humánní zaměstnavatel.
Potomci knížete Nikolaje Gagarina byli vyhoštěni do exilu během Ruské revoluce a usadili se ve Francii. Většina z nich dnes žije v USA.

### Kníže Grigorij Grigorjevič Gagarin
Kníže Grigorij Grigorjevič Gagarin se narodil 29. dubna 1810. Stal se viceprezidentem Carské akademie umění, major generálem a diplomatem. Byl synem knížete Grigorije Ivanoviče Gagarina.
Grigorij strávil většinu svého času cestováním. Vždy měl při ruce skicák a téměř na každé své zastávce namaloval obraz krajiny. Různé figury, které se dochovaly, zahrnují studie, skici a další typy - svědčící o šíři jeho uměleckého talentu.
Potomci knížete Grigorije Gagarina dodnes žijí na území Ruska.